# Norman Thomas
Pour les articles homonymes, voir Thomas.
Ne doit pas être confondu avec Norman Gene Thomas.
Norman Mattoon Thomas (né le 20 novembre 1884 et mort le 19 décembre 1968) est un ministre presbytérien américain et un homme politique socialiste, pacifiste, candidat à six reprises à l'élection présidentielle pour le Parti socialiste d'Amérique.

## Les premières années
Né le 20 novembre 1884 à Marion, dans l'état de l'Ohio, Norman est l'aîné d'une famille de six enfants. Il est le fils d'Emma Williams (née Mattoon) et de Weddington Evans Thomas, un pasteur presbytérien. Vivant une enfance et une adolescence paisible dans le Midwest, il contribue à diffuser au sein du lycée Marion Harding le Marion Daily Star, un journal publié par Warren G. Harding. Comme tant d'autres porteurs de papier, il relevait directement de Florence King Harding. A ce propos, Norman disait à propos d'elle : "Aucun sou ne lui a jamais échappé". L'été suivant l'obtention son diplôme des études secondaires, son père accepte un poste de pasteur à Lewisburg, en Pennsylvanie. Cette nomination permet à Norman de fréquenter l'université Bucknell. Après un an, il quitte Bucknell et profite des largesses financières de son oncle par alliance pour rejoindre l'université de Princeton dans le New Jersey. Norman sort diplômé en 1905 avec la mention "Magna Cum Laude", la seconde plus haute mention universitaire.
Après quelques travaux dans un settlement movement et un voyage autour du monde, Norman décide de suivre les traces de son paternel en s'inscrivant à l'Union Theological Seminary. A cette époque, cette institution était un centre du mouvement de l'Évangile social et de la politique libérale. En 1911, il obtient son diplôme et devient presbytérien par ordonnance. Assisté par le révérend Henry Van Dyke en charge de l'église presbytérienne Brick de la Cinquième Avenue de Manhattan, Norman est nommé pasteur de l'église d'East Harlem. Ainsi, il exerce son ministère auprès des protestants italo-américains et prêche contre la participation américaine à la Première Guerre mondiale. Sa position pacifiste lui vaut d'être rejeté par un grand nombre de ses collègues de Princeton et d'être vivement critiqué par certains dirigeants de l'Église presbytérienne de New-York. Lorsque les programmes sociaux paroissiaux cessent d'être financés, Norman démissionne de son poste de pasteur. Malgré le renoncement de sa charge, il ne quitte officiellement le ministère qu'en 1931, suite la mort de sa mère.
La position sociale chrétienne de Norman Thomas en tant qu'objecteur de conscience l'attire rapidement vers le Socialist Party of America (SPA), une organisation politique résolument antimilitariste. Lorsque le leader du parti, Morris Hillquit, lance sa campagne électoral pour la mairie de New-York en 1917, Norman lui écrit pour lui exprimer ses meilleurs vœux. A sa grande surprise, Hillquit lui répond en encourageant à soutenir sa campagne politique. Celui-ci accepte expressément. Peu de temps après, il adhère au parti socialiste.
Norman Thomas accède au poste (non rémunéré) de secrétaire de la Fellowship of Reconciliation, une organisation pacifiste qui lance en janvier 1918 un magazine appelé The World Tomorrow. Norman est employé comme rédacteur en chef. Avec Devere Allen, il contribue à faire du journal la principale voix de l'activisme social chrétien. En 1921, Norman se réoriente vers le journalisme laïc lorsqu'il est employé comme rédacteur en chef adjoint du magazine The Nation. L'année suivant, il devient codirecteur de la Ligue pour la démocratie industrielle. Plus tard, il devient l'un des fondateurs du National Civil Liberties Bureau, organisation de défense des droit civiques et précurseur de l'American Civil Liberties Union.

## Historique électoral
| Année | Voix    | %    | Rang |
| ----- | ------- | ---- | ---- |
| 1928  | 267 519 | 0,73 | 3e   |
| 1932  | 884 895 | 2,23 | 3e   |
| 1936  | 187 971 | 0,41 | 4e   |
| 1940  | 116 209 | 0,23 | 3e   |
| 1944  | 79 019  | 0,16 | 4e   |
| 1948  | 139 570 | 0,29 | 5e   |